# Sauvetat
Sauvetat é uma comuna francesa na região administrativa de Auvérnia-Ródano-Alpes, no departamento Puy-de-Dôme. Estende-se por uma área de 7,99 km². Em 2010 a comuna tinha 727 habitantes (densidade: 91 hab./km²).